# 索西吉斯陨石坑
索西吉斯陨石坑(Sosigenes)是月球正面位于静海西侧的一座小撞击坑，其名称取自古希腊天文学家，亚历山大港的索西琴尼(Sosigenes of Alexandria，约生活于公元前46年)，1935年被国际天文联合会正式接受。

## 描述

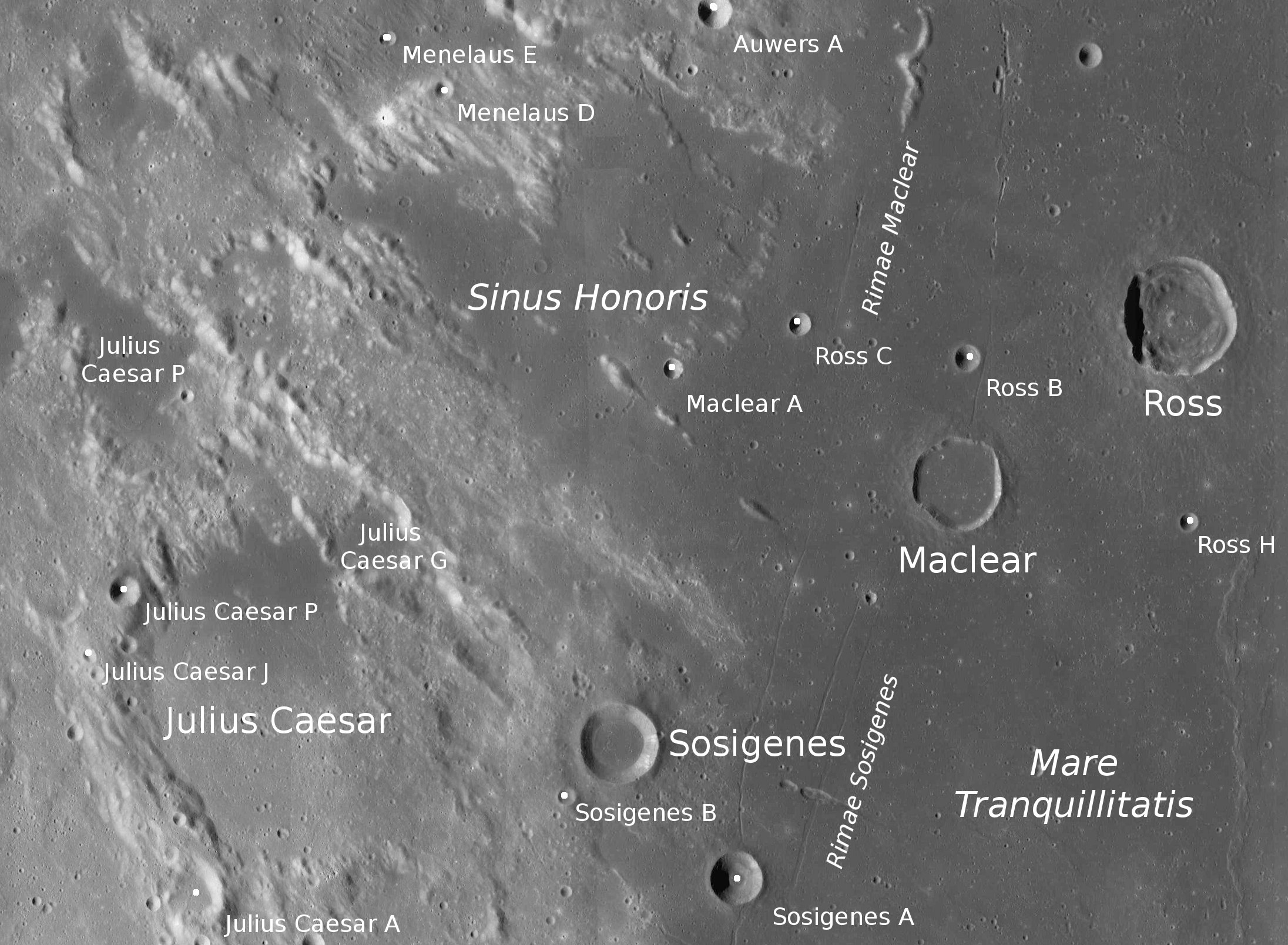
索西吉斯陨石坑周边图，月球勘测轨道器拍摄。

该陨坑西侧靠近邻更大的儒略·凯撒环形山(Julius Caesar)；东北不远坐落着麦克莱尔陨石坑，阿拉戈陨石坑和阿里亚代乌斯陨石坑分别位于它的东南和南面；北面坐落着荣誉湾，再往北则绵延着海玛斯山脉；索西琴尼陨石坑的东侧并行着一道以它的名字命名的月沟-"索西琴尼月溪"。索西琴尼陨石坑的中心月面坐标为8°42′N 17°36′E / 8.7°N 17.6°E，直径17公里，
深度1500米。
索西琴尼陨石坑外形圆状，坑壁已被磨损和侵蚀，但边缘轮廓清晰，内侧壁光洁平整，具有较高的反照率。碗状的坑底已被熔岩填塞和抹平，表面无其它典型的地貌结构。陨坑东侧月海上伸展着长约150公里的索西琴尼月溪，碗状的小卫星坑"索西琴尼 A"就横跨在该月溪的一条分支上。
索西琴尼陨石坑的形态特征是属于"SOS 型"(以它名字命名的)撞击坑的参照标准。

## 卫星陨石坑
按惯例，最靠近索西琴尼陨石坑的卫星坑在月图上以字母标注在该坑中心点的旁边。

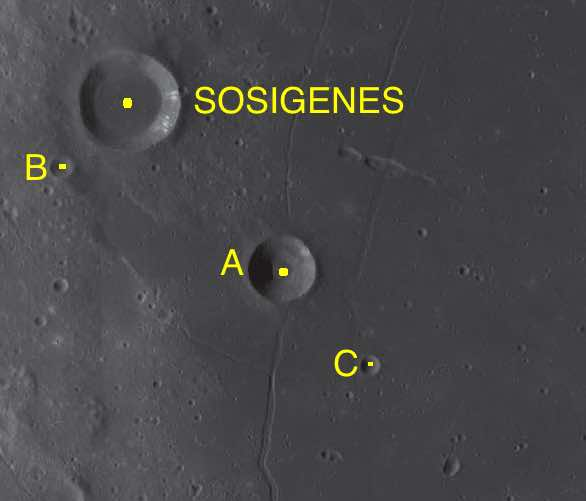
LAC-60 月图.

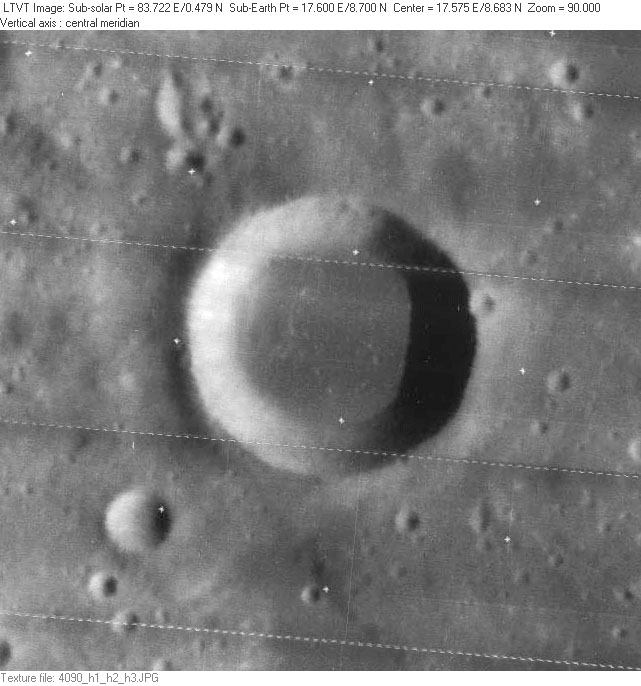
月球轨道器4号拍摄的索西琴尼陨石坑照片

| 索西琴尼 | 纬度   | 经度    | 直径    |
| -------- | ------ | ------- | ------- |
| A        | 7.8° N | 18.5° E | 12 公里 |
| B        | 8.3° N | 17.2° E | 4 公里  |
| C        | 7.2° N | 18.9° E | 3 公里  |